# 훈련원공원
훈련원공원(訓鍊院公園)은 대한민국 서울특별시 중구 을지로 227(을지로5가 40-3)에 있는 공원이다.

## 역사
훈련원공원 터에는 조선시대 무예훈련과 강습을 담당하던 훈련원이 있었다. 훈련원은 1392년에 처음으로 훈련관(訓練觀)이라는 이름으로 세워졌으나, 1466년 훈련원(訓練院)으로 바뀌었다. 하지만 1907년 한일신협약에 따라 대한제국의 군대가 해산되었고 훈련원 역시 해산되었다.
그 후 훈련원공원은 경성사범학교, 서울대학교 사범대학, 농업협동조합중앙회, 헌법재판소, 서울특별시 시설관리공단 주차장으로 사용되었다. 지하주차장은 1994년부터 3년에 걸쳐 건설되어 1997년 6월 30일 개장했다. 쌍용건설이 지하주차장을 개발하면서 야외 공원장과 상가도 함께 만들어졌다.
2008년 1월, 인근 지역과 함께 도심 복합 문화축을 조성하는 사업이 추진되기 시작했다. 2008년 7월, 중원문화재연구원이 하도감 터와 훈련원공원 터에서 훈련도감 관련 발굴작업을 진행했다. 훈련원공원의 종합체육관은 2009년 논의가 시작되었고, 2012년 안이 통과되어 그해 10월 서울시의회의 동의를 받았다. 2013년 5월부터 공사가 시작해 2013년 7월부터 운영하기 시작했다.

## 갤러리

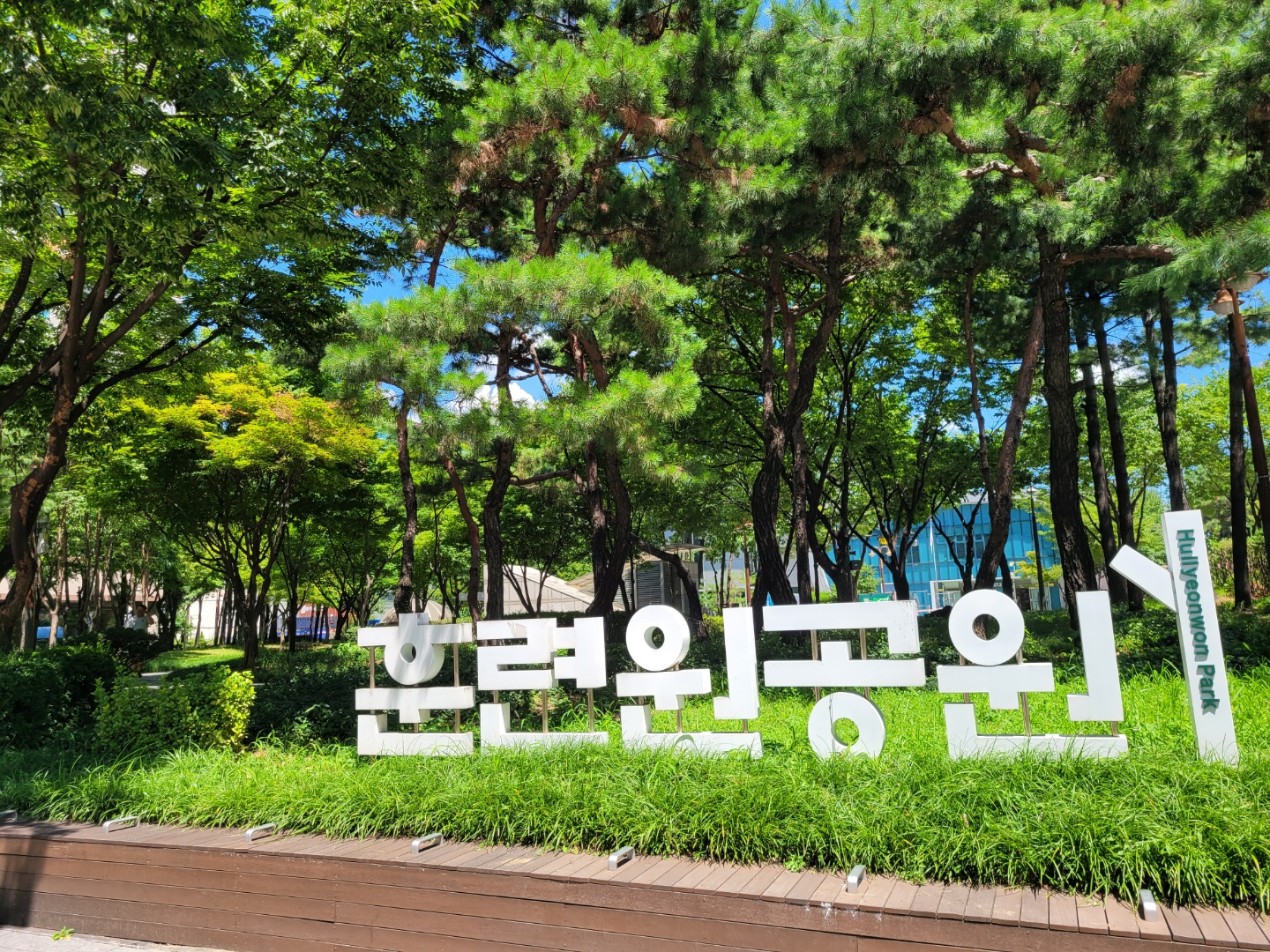
훈련원공원 입구
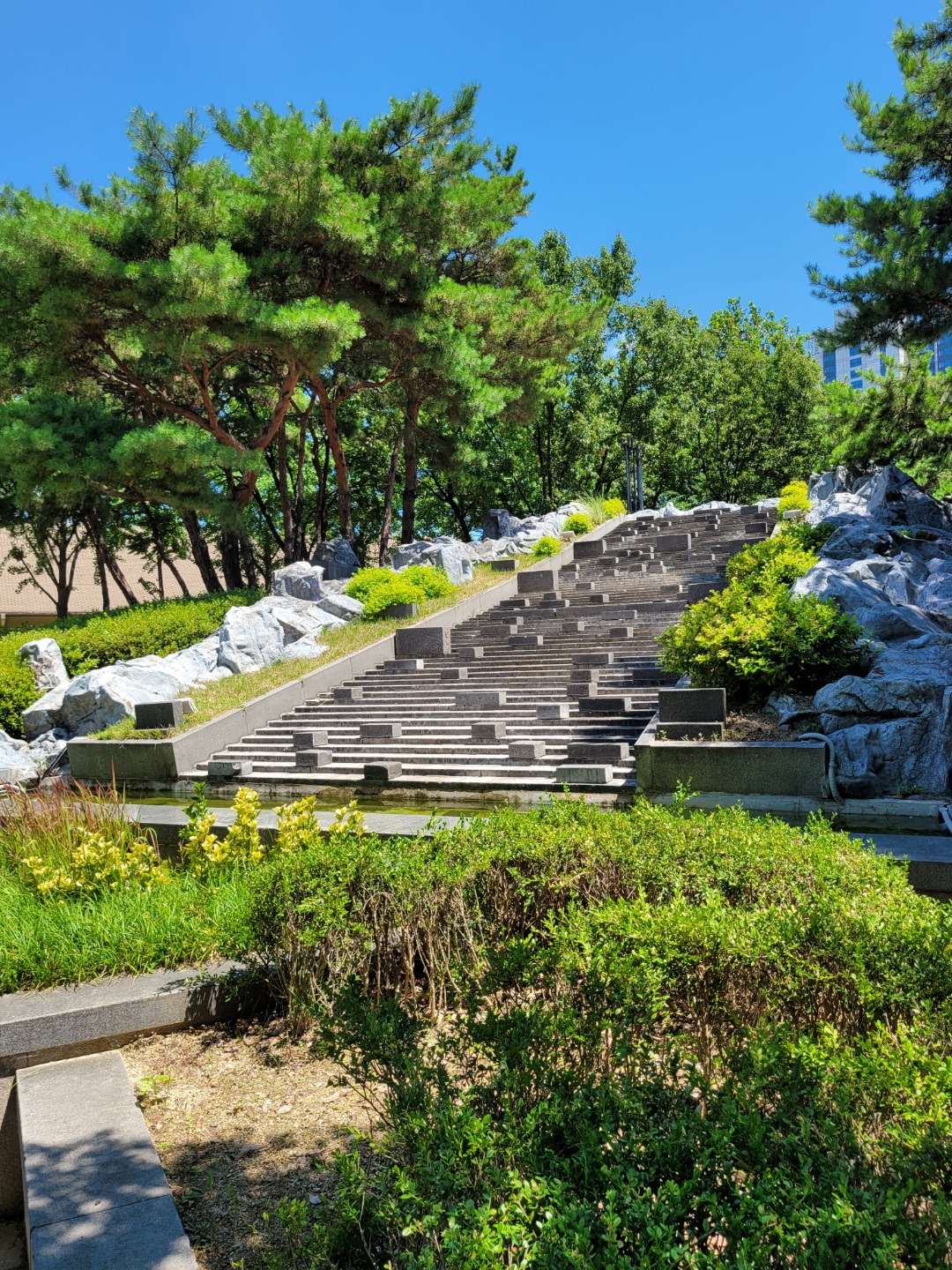
훈련원폭포
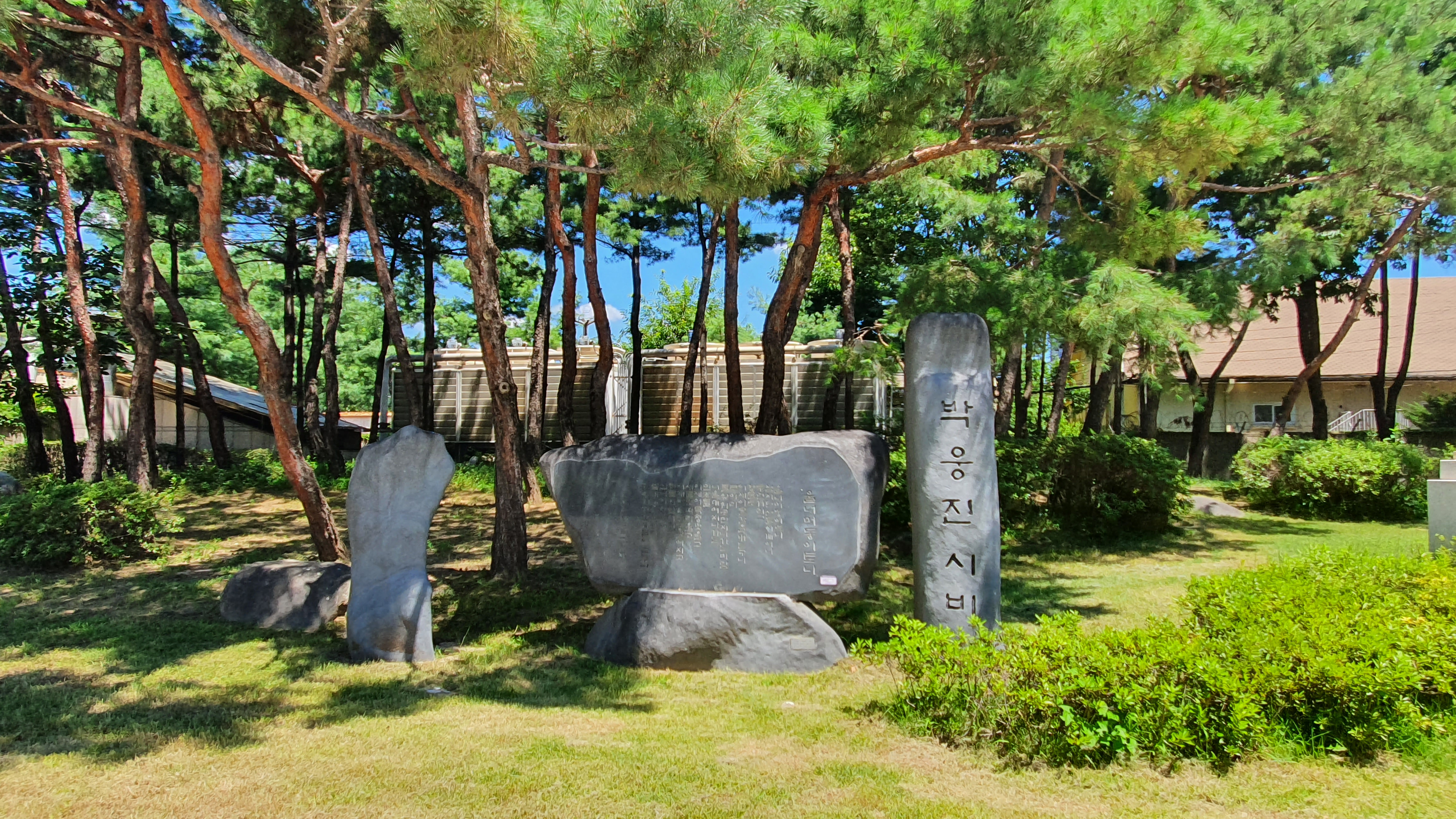
통일을 염원하는 시를 쓴 박웅진 시비
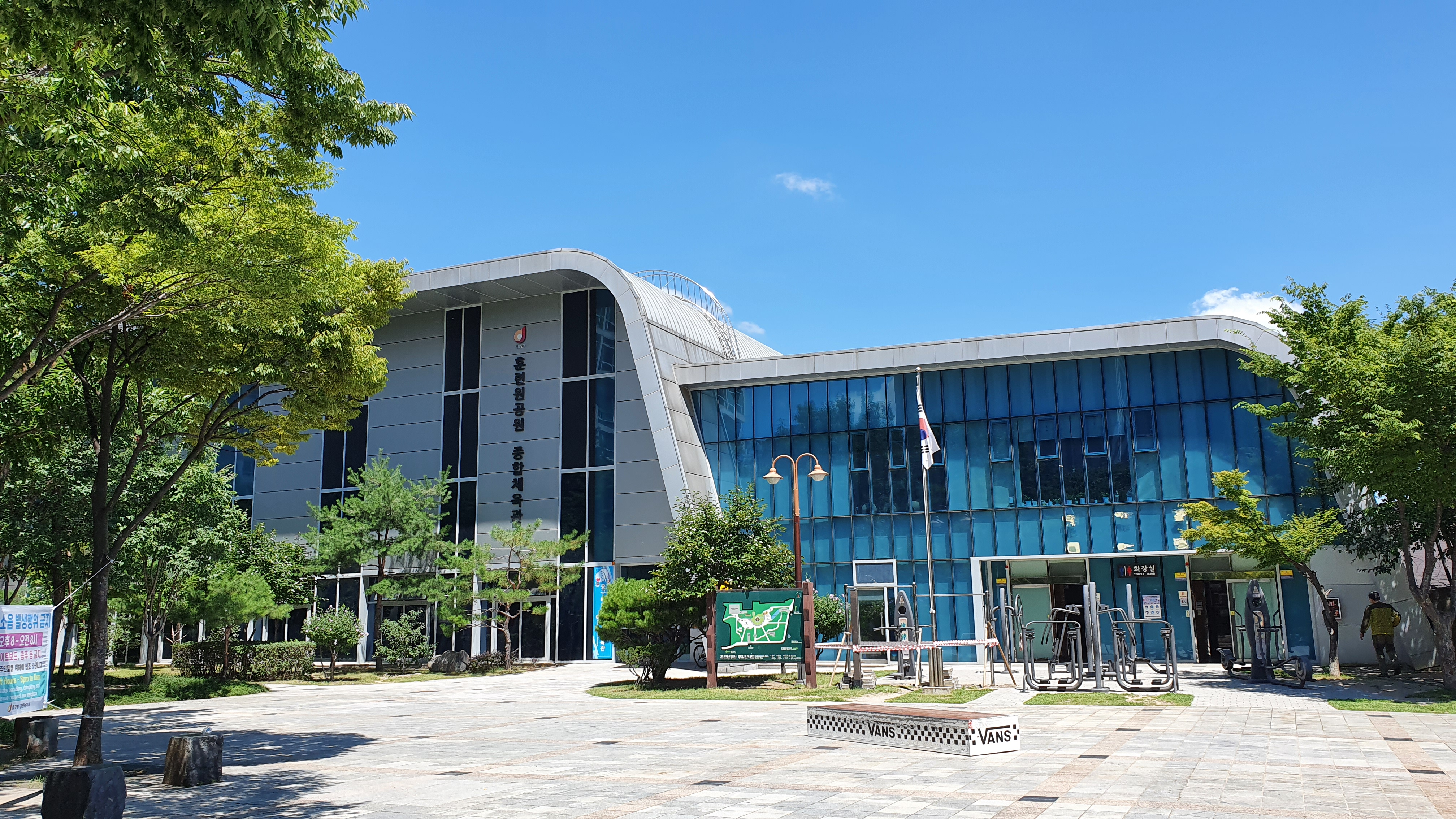
종합체육관
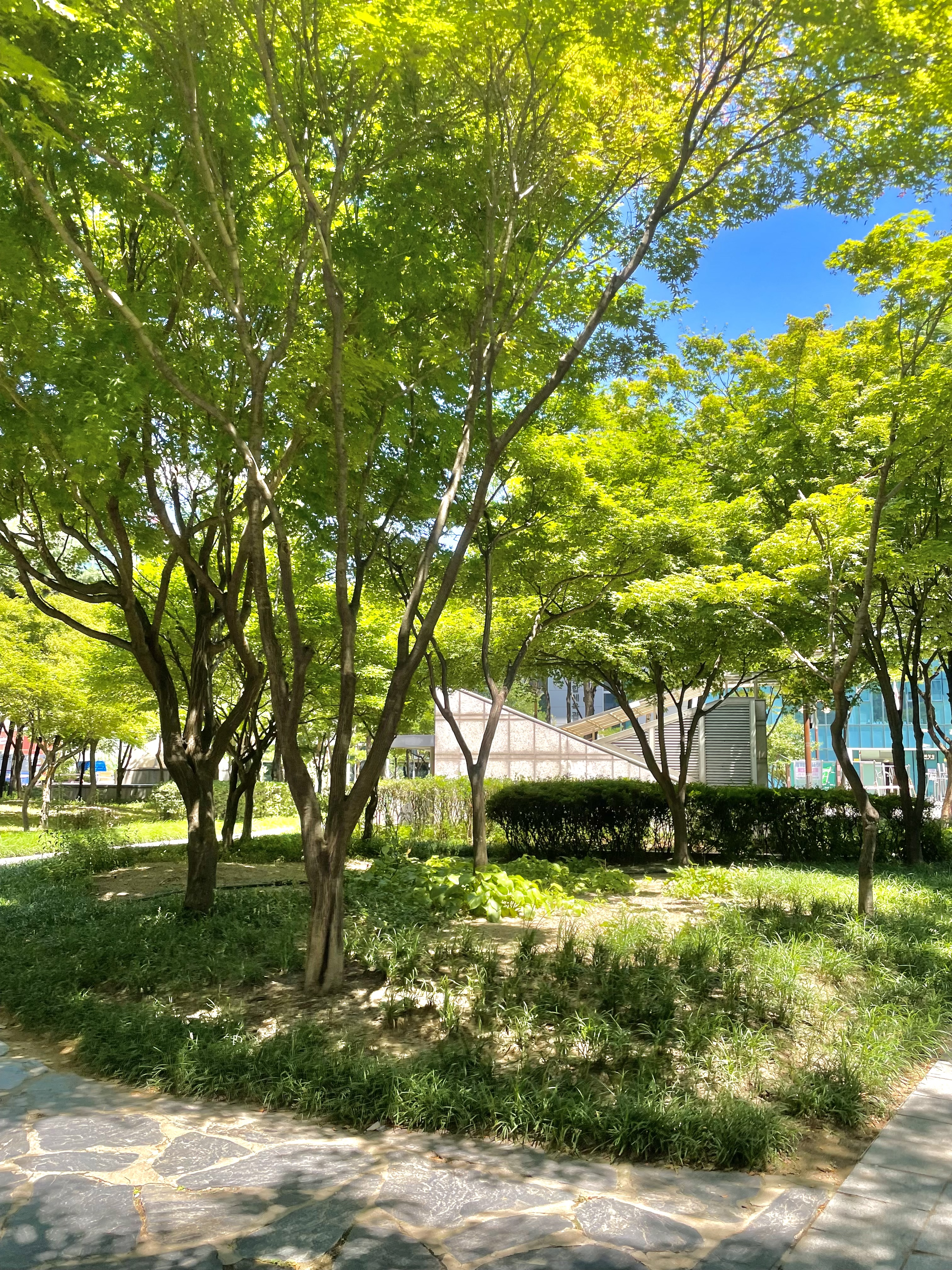
훈련원공원 전경
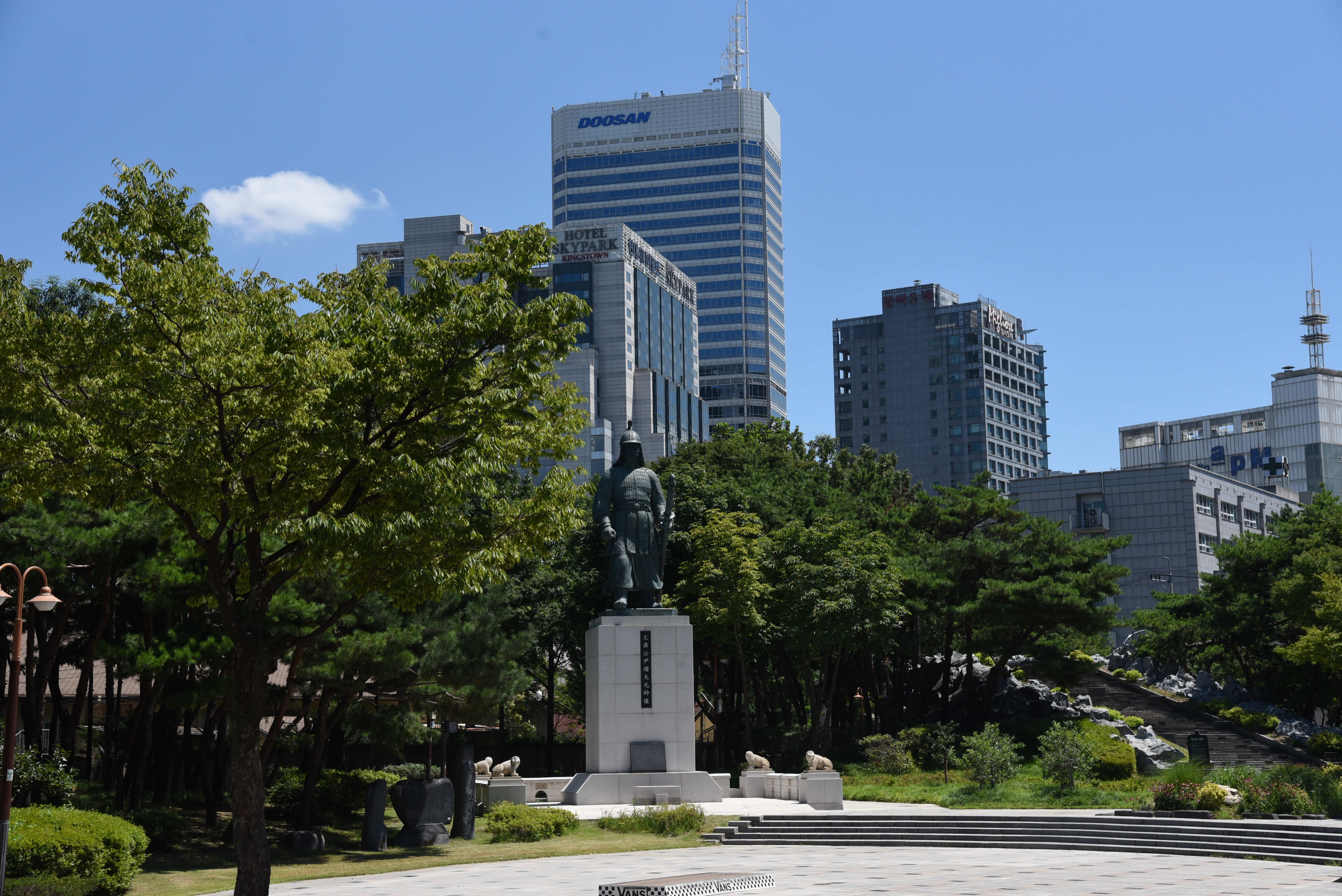
멀리서 본 윤관 동상
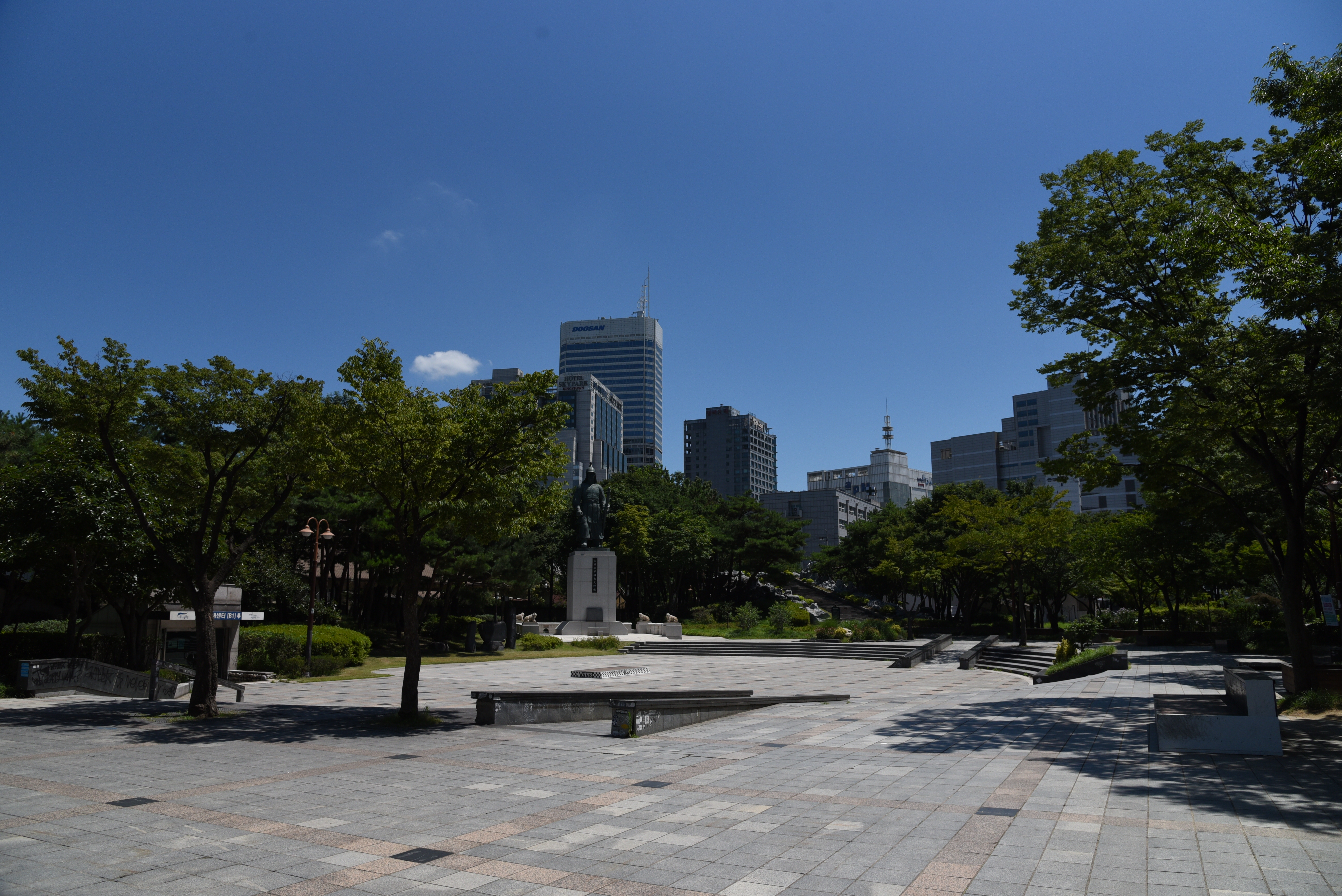
윤관 동상 방면 전경

## 같이 보기
- 동대문역사문화공원역
- 훈련원